# Lázaro Cárdenas (Etchojoa)
Lázaro Cárdenas también llamado Mayojusalit, es un ejido del municipio de Etchojoa ubicado en el sur del estado mexicano de Sonora, en la zona del valle del Mayo. Según los datos del Censo de Población y Vivienda realizado en 2020 por el Instituto Nacional de Estadística y Geografía (INEGI), Lázaro Cárdenas (Mayojusalit) tiene un total de 268 habitantes.

## Geografía
Lázaro Cárdenas se sitúa en las coordenadas geográficas 27°12'41" de latitud norte y 109°43'41" de longitud oeste del meridiano de Greenwich, a una elevación de 52 metros sobre el nivel del mar.